# ادمزتون، دوبلین
اَدَمزتون (به انگلیسی: Adamstown) دهکده شهری در ایرلند است که در South Dublin واقع شده‌است.

## خصوصیات
ادمزتون ۳٬۰۰۰ نفر جمعیت دارد و ۵۴ متر بالاتر از سطح دریا واقع شده‌است.